# Ырашпулых
Ырашпу́лых (чув. Ырашпулăх) — деревня в составе Ишакского сельского поселения Чебоксарского района Республики Чувашии России.

## География
Расстояние до Чебоксар 29 км, до районного центра — посёлка Кугеси — 31 км, до железнодорожной станции 15 км. Деревня расположена на правом берегу реки Кунар.

### Административно-территориальное деление
В XVIII веке — в составе Ишаковской волости Чебоксарского уезда, Янгильдинской волости Козьмодемьянского уезда, с 26 июля 1920 года — в составе Янгильдинской волости Чебоксарского уезда, с 7 августа 1926 года — в Сюндырской волости Чебоксарского уезда:281, с 1 октября 1927 года — в составе Чебоксарского района, с 1 марта 1935 года — в составе Ишлейского района, с 14 июля 1959 года вновь в составе Чебоксарского района:281. 

Сельские советы: с 1 октября 1927 года — Чиганарский, с 14 июня 1954 года — Кшаушский, с 27 августа 1970 года — Ишакский:281. С 1 января 2006 года деревня — в составе Ишакского сельского поселения.

## Название
Название произошло от чув. ыраш «рожь», пул/пол «родиться, уродиться». Возможно, и от другого компонента — «пыллăх» в значении «вырубленная в лесу поляна; лесная пашня». — Географические названия Чувашской Республики

### Исторические и прежние названия
Исторические названия — Первая Пичурина, Ираш-Пуль, Ыраш-Пулыхи. 

Первая Пичурина (Ирашпу́лых) (1859); Ирашпулы, 1-я Пичурина тож (1897); Первое Пичурино (1917), Ырашпулы (1917—1925), чув. Ырашпылăх (1927):281.

## История
Жители — до 1724 года ясачные люди, до 1866 года государственные крестьяне; занимались земледелием, животноводством, бурлачеством, лесоразработкой, кулеткачеством. С конца XIX века по 1950-е годы действовала ветряная мельница. В 1896 году открыта школа грамоты. 

В 1929 году образован колхоз «Автобус». В 1960 году деревни Ырашпулых и Чиганары, объединившись, образовали колхоз «Урожай». В 1969 году колхоз вошёл в состав совхоза «Слава» с центром в селе Ишаки.

По состоянию на 1 мая 1981 года деревня Ырашпулых Ишакского сельского совета в составе совхоза «Слава»:104 (ныне — СХПК «Слава»).

## Население
| 1719      | 1747         | 1763        | 1795  | 1858  | 1859  | 1897  | 1926  | 1939  | 1979  | 2002  |
| --------- | ------------ | ----------- | ----- | ----- | ----- | ----- | ----- | ----- | ----- | ----- |
| 60 мужчин | ↗ 62 мужчины | ↘ 56 мужчин | ↗ 235 | ↘ 226 | ↗ 248 | ↗ 331 | ↘ 301 | ↗ 385 | ↘ 291 | ↘ 164 |

| 2010 | 2012 |
| ---- | ---- |
| 142  | ↗150 |

По данным Всероссийской переписи населения 2002 года в деревне проживали 164 человека, преобладающая национальность — чуваши (99%).

## Инфраструктура
Имеются клуб, спортплощадка, магазин.

Улицы: Гагарина, Николаева, Овражная, Односторонка.

## Уроженцы
- Черников Григорий Михайлович (1931, Ырашпулых, Чебоксарский район — 2015, Чебоксары) — передовик производства, столяр, заслуженный строитель Чувашской АССР (1970), заслуженный строитель РСФСР (1980), награждён орденом Трудового Красного Знамени, медалями[11].